# 基本歸因謬誤
基本歸因謬誤（英語：Fundamental Attribution Error）也称为错误归因。是指人們在評估他人的行為時，即使有充分的證據支持，但仍總是傾向於高估內部或個人因素的影響（一定是他有這樣的人格，才做出這樣的行為），而非外在情境因素（也許是情勢所迫，或這個場所有特殊的潛規則）。

## 來源和範例
基本歸因謬誤是由愛德華·瓊斯和維克多·哈里斯（Victor Harris, 1967）進行實驗的幾年之後由李·羅斯（Lee Ross, 1977)創造出來的。

## 文獻參考
1. ↑  . www.sciencedirect.com.   [2017-04-02]. （原始内容存档于2019-05-06） （英语）.

- 直覺心理學家及其缺點：歸因過程中被扭曲的看法（李·羅斯）
- http://www.sciencedirect.com/science/article/pii/S0065260108603573（页面存档备份，存于）